# Littlest Pet Shop
Littlest Pet Shop (LPS) ist eine Spielzeug-Reihe der US-Marke Hasbro. Dargestellt sind sogenannte „Tierchen“ die auch als Sammelobjekt dienen können. Zielgruppe sind kleine Mädchen.

## Geschichte
Die Spielzeug-Reihe kam 1992 erstmals noch unter dem Label Kenner auf den Markt. Die erste Generation der Figuren waren einigermaßen naturalistische Darstellungen von Haustieren und Zootieren mitsamt Zubehör.
1995 wurde mit Meine kleine Tierwelt eine Zeichentrickserie produziert.
2005 hat Hasbro die Produktlinie neu geformt, mit überwiegend an Anime erinnernde Tieren mit großen beweglichen Köpfen und teilweise unrealistischen Farben.
2008 kam ein Computerspiel auf den Markt.
2012 erfolgte der Start der Zeichentrickserie Littlest Pet Shop – Tierisch gute Freunde, welche es auf über 100 Folgen brachte.
2018 startete die Animationsserie Littlest Pet Shop: A World of Our Own in den USA.